# Acis i Galatea (Händel)
Acis and Galatea (HWV 49) és considerada l'obra senyera de la producció dramaticomusical de G.F. Händel (1685-1759) basada en un text escrit en anglès per John Gay. És una de les seves obres dramàtiques més apreciades. Pertany al gènere anomenat “màscara” anglesa o petita òpera pastoral i es va estrenar el 1718.

## Gènesi, gènere i evolució
L'obra va ser concebuda i escrita per Georg Friedrich Händel en una primera estada a la Gran Bretanya. Va escriure l'obra, amb el mecenatge de James Brydges (1674–1744), comte de Carnarvon (Caernarfon)  i més tard duc de Chandos, a la finca del qual, a Cannons, el compositor va sojornar entre el juny de 1717 i finals de 1718. Va escriure Acis i Galatea, per a una representació a l'aire lliure a la residència ducal l'estiu de 1718. Allà Händel ja havia compost també els Chandos Anthems  que marquen tota una fita en la música vocal anglesa. I encara són avui una de les músiques corals de Händel més apreciades.
Acis i Galatea, és un mascara alhora còmica i tràgica, que va assolir una extraordinària popularitat i esdevindria l’obra més representada en vida del compositor. El gènere de la màscara havia sorgit a la cort anglesa i generalment es basava el temes mitològics, com en aquest cas. Un bon exemple i precedent n'és Dido i Aeneas composta el 1688 per Henry Purcell. L'argument s'inspira en el llibre tretzè de Les Metamorfosis de Publi Ovidi Nasó. Posteriorment, Händel va realitzar-ne ampliacions sobre textos aportats pel poeta Alexander Pope i John Hughes. Tot i que anteriorment a Ovidi, el pare de la poesia bucòlica o poesia pastoral, Teòcrit de Siracusa, cap a l'any 275 aC havia escrit dos poemes narrant la història de Galatea, Acis i Polifem més centrada en el desconsol de Polifem i el poeta llatí, en canvi, ho farà destacant la crueltat de ciclop.
Posteriorment a la seva estrena, Acis i Galatea, és una de les obres dramàtiques més representades o interpretades de la producció musical de Händel. El qual, ja resident a Anglaterra, durant les dècades següents, va revisar l'obra dues vegades i el 1743 va publicar la partitura ampliada i completa basada en la màscara de 1718. Aquesta és l'única música impresa que es coneix feta en vida del compositor alemany. Anys més tard i pel seu valor artístic, Acis i Galatea va ser revalorada, revisada i adaptada als gustos i paràmetres musicals dels seus temps per Mozart, en 1788, i per Mendelssohn el 1823.
Pel que fa al gènere, Acis i Galatea no està massa clar. L'historiador de l'òpera Stanley Sadie indica que "s'han descrit de diverses maneres com una serenata, una màscara, una òpera pastoral, o una "petita òpera" (segons escriu en una carta), un entreteniment i fins i tot (incorrectament) un oratori.”
Händel va fer revisions i ampliacions d'Acis i Galatea. La primera versió, de 1718, era de format senzill i adequat al caràcter que tenia d'una representació estival en un jardí. Compren els tres personatges principals (Acis, Galatea i Polifem) més papers menors pels companys pastors d'Acis. En 1732, el compositor la va transformar en el que ell anomenà una “serenata” tot recollint seccions en anglès i italià, integrant així música i text d'una pastoral escrita per ell anys enrere a Itàlia amb el títol de Aci, Galatea e Polifemo (HWV 72). En la darrera revisió que efectuà el 1739, Händel eliminà part de la música afegida, dividí l'obra en dues parts i va compondre un nou cor: "Happy We". L'edició i impressió d'Acis i Galatea de 1743 pren per guia la de 1718.De tota la música dramàtica que va compondre Händel, Acis i Galatea ha estat una de les poques peces seves d'aquest gènere que, en la seva versió original o les de Mozart o Mendelssohn, han continuat sent interpretades molt més enllà de la seva mort.

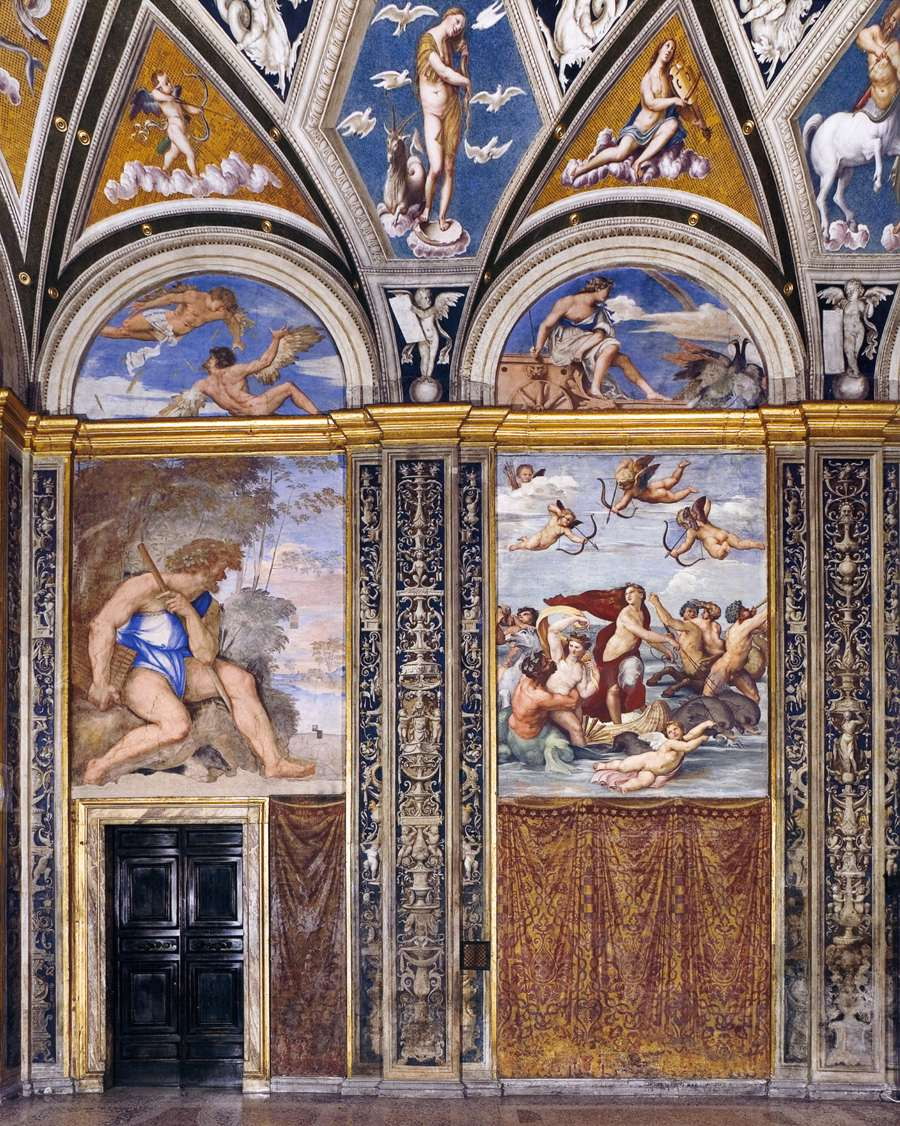
El triomf de Galatea, fresc de Raffaello Sanzio

El mateix Händel no va especificar el gènere d'Acis i Galatea a la seva partitura autògrafa. Situació que, probablement, acabà fent que copistes, impressors i intèrprets li atribuïssin diferents denominacions pel que fa al gènere.
En aquesta obra es prefiguren, alguna de les tècniques i aportacions, que trobarem en altres obres posteriors de G. F. Händel, fins i tot en els seus oratoris, especialment pel que fa als cors. Ja que especialment a la segona part d'Acis i Galatea els cors destaquen per les qualitats descriptives i de provocació d’emocions.

## L'argument i la música
Basant-se en els versos d'Ovidi, la petita òpera de Georg Friedrich Händel ens presenta una història d'amor i de gelosia. On es descriu a dos enamorats. Per una banda, Galatea, una bella nimfa marina de les costes de Sicília enamorada d'Acis un jove pastor. La música ens descriu el seu enamorament entre els cants dels ocells i la remor de les onades que es rendeixen a la platja. D'altra banda, però, tot es trenca per la intervenció del gegant d'un sol ull Polifem, l'horrible ciclop que desitjava a Galatea. Pres de la gelosia, el ciclop acabarà arrencant una gran roca i esclafant i matant amb ella el jove pastor. Galatea, conjuntament amb el cor, canta i plany el seu amor per Acis ja mort. Però el cor li recorda els seus poders i així aconsegueix que el seu estimat sigui transformat en un riu que acabarà perpètuament fonent-se en el mar, hàbitat de les nimfes i d'ella mateixa.
Musicòlegs com l' esmentat Stanley Sadie, consideren Acis i Galatea com l'obra pastoral més gran mai composta. Reuneix tots els tòpics d'aquest gènere que mitificava i idealitzava la vida camperola i servia d'entreteniment de les classes benestants de la societat anglesa. Tanmateix, l'obra de Georg F. Händel conté una quantitat significativa d'enginy i autoparòdia. La música del primer acte és alhora elegant i sensual, mentre que l'acte final adquireix un to més melancòlic i de plany.

L'obra demanda pel que fa a les veus: Soprano, Tenor (2), Baix i Cor de veus mixtes. La instrumentació: Flauta piccolo, Recorder (2), Oboè (2), Violí (2), Viola, Carilló i Baix (violoncel, contrabaix, fagot, clavecí).

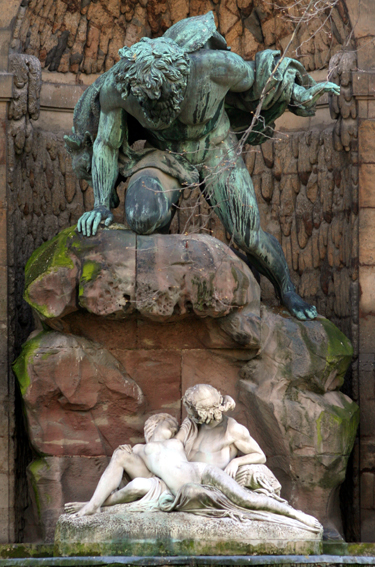
Galatea i Acis sorpresos pel ciclop Polifem. Escultura d'Auguste Ottin.

La música concisa, el ritme ràpid del drama i la tràgica història d'amor d'Acis i Galatea de G.F. Händel contínua interessant i captivant en diferents èpoques i en segle XXI.